# هيونداي أيونيك 5
هيونداي أيونيك 5 هي سيارة كهربائية كروس أوفر من إنتاج شركة هيونداي موتور، تم الكشف عنها في 23 فبراير 2021.